# Martín de Yeltes
Martín de Yeltes é um município da Espanha na província de Salamanca, comunidade autónoma de Castela e Leão, de área 63,24 km² com população de 503 habitantes (2007) e densidade populacional de 8,18 hab/km².

## Demografia
| Variação demográfica do município entre 1991 e 2004 | Variação demográfica do município entre 1991 e 2004 | Variação demográfica do município entre 1991 e 2004 | Variação demográfica do município entre 1991 e 2004 |
| --------------------------------------------------- | --------------------------------------------------- | --------------------------------------------------- | --------------------------------------------------- |
| 1991                                                | 1996                                                | 2001                                                | 2004                                                |
| 624                                                 | 583                                                 | 518                                                 | 517                                                 |